# Villa romana di Llantwit Major
La villa romana di Llantwit Major è una villa romana situata a nord di Llantwit Major.

## Storia e descrizione
Probabilmente in un territorio già abitato dalla fine dell'età del ferro, la villa venne costruita durante il II secolo per poi essere abbandonata nel secolo successivo. Venne restaurata nel IV secolo assumendo una forma ad L, fu realizzata una pavimentazione interna a mosaico e vennero aggiunti una serie di piccoli edifici dedicati all'agricoltura. Durante il medioevo venne utilizzata come cimitero, come testimoniato dal ritrovamento di diverse sepolture durante i lavori di scavo.
La villa fu scoperta nel 1887 per essere poi esplorata tra il 1938 e il 1939 e successivamente nel 1948 e nel 1971.